# وامانریپا (هواروچی-سان دامیان)
وامانریپا (به اسپانیایی: Wamanripa) یک کوه در پرو است که در Peru, Lima Region واقع شده‌است. وامانریپا ۵٬۰۰۰ متر بالاتر از سطح دریا واقع شده‌است.